# Du Mu (dynastie Ming)
Dans ce nom, le nom de famille, Du, précède le nom personnel.
Ne doit pas être confondu avec Du Mu.
Pour les articles homonymes, voir Du.
Du Mu (chinois traditionnel : 都穆), né en 1459 à Suzhou dans la province du Jiangsu et mort en 1525, est un critique d'art et poète chinois de la dynastie Ming.